# Marsupiu

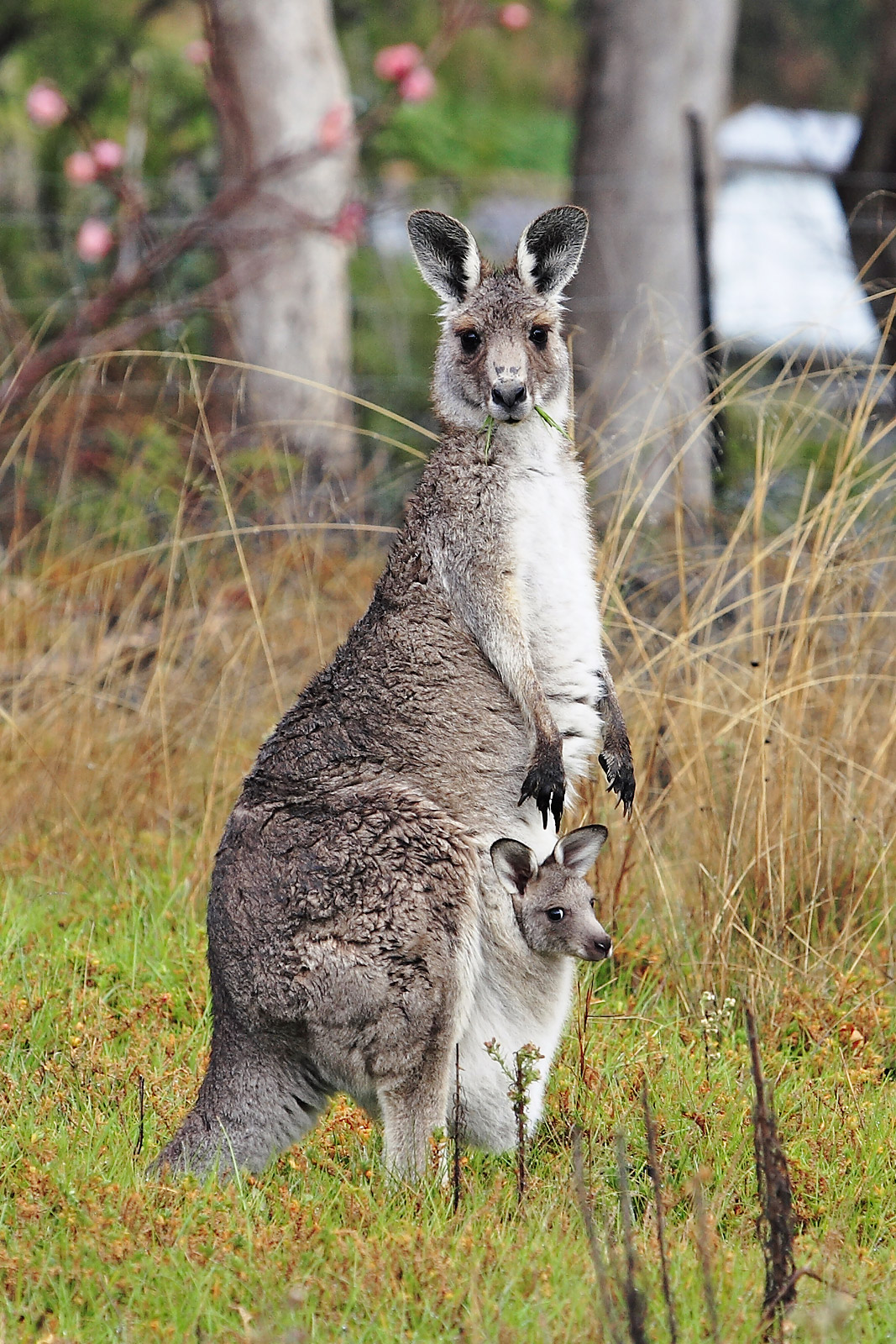
O femelă de cangur uriaș (Macropus giganteus) cu un pui matur în marsupiu.

Marsupiul sau punga marsupială (din latina marsupium = pungă, buzunar) este o formațiune anatomică la marsupiale formată dintr-un pliu al tegumentului în regiunea abdominală a femelelor, în care sunt adăpostiți și hrăniți puii incomplet dezvoltați. La marsupiale placenta este nedezvoltată și puiul este născut incomplet dezvoltat; după naștere, el își continuă dezvoltarea în marsupiu, unde se prinde de un mamelon, de care rămâne atașat până la completa dezvoltare.
Peretele extern al marsupiului este format dintr-o cută permanentă a pielii, în care pătrunde și musculatura superficială a corpului. Pe peretele abdominal al marsupiului se găsesc mameloanele. La didelfide și macropodide, marsupiul are deschiderea îndreptată înainte, iar la dasiuride și peramelide — înapoi. La unele marsupiale, această pungă nu este bine dezvoltată decât în timpul alăptării, când mama își poartă puii în ea; la altele este totdeauna slab dezvoltată, iar la unele didelfide lipsește complet. De asemenea, marsupiul lipsește la mascul, cu rare excepții (cârtița cu pungă), când și masculul are un rudiment de marsupiu.